# Arnold Döring
Arnold Döring (* 29. Januar 1918 in Heilsberg, Ermland; † 10. April 2001 in Düsseldorf) war ein deutscher Offizier, Flugzeugführer und Ritterkreuzträger.

## Leben

### Jugend und Zweiter Weltkrieg
Arnold Döring war Sohn eines Lehrers in Heilsberg. Sein Großonkel war Hermann Ganswindt (1856–1934). Bereits während der Ausbildung im Heilsberger Gymnasium nahm er bei den Schulungen auf Segelflugzeugen in Rossitten und Sensburg teil und erwarb die A, B-, C-Segelflugscheine. Nach dem Abitur trat er als Freiwilliger der Reichsluftwaffe bei, wurde bei der 4. Staffel der Fliegerersatzabteilung in Neukuhren zum Kampfflieger ausgebildet und diente zuerst Ende 1938 beim Bodenpersonal. Anschließend nahm er an den Fortbildungen in der Flugzeugführerschule und der Kampfflieger- und Blindflugschule in Linz und Wien-Aspern teil und wurde im November 1940 mit der 9. Staffel des Kampfgeschwaders 53 zum Fronteinsatz gegen England abkommandiert. Am 25. Februar 1942 erhielt er den Ehrenpokal für besondere Leistung im Luftkrieg.
Im Sommer 1942 wurde er mit dem Kampfgeschwader 55 an die Ostfront abkommandiert. Bei den Kämpfen um Stalingrad schoss er in einer Nacht drei sowjetische Bomber Tupolew TB-3 ab und zerstörte sechs weitere TB-3 auf einem Flugplatz etwa 300 km östlich der Wolga. Bei den Tageseinsätzen schoss er sieben MiG-3- und MiG-1-Jagdflugzeuge ab und flog Bombenangriffe auf Bodenziele mit der He 111. Am 25. September 1942 wurde ihm das Deutsche Kreuz in Gold verliehen.
Im Sommer 1943 wurde Oberfeldwebel Döring an die Westfront abkommandiert, im Wilde-Sau-Nachtjagdverfahren gegen britische Bomber des RAF Bomber Commands eingesetzt und flog Tageseinsätze gegen US-amerikanische Bomber B-17. Seit März 1944 war er beim Jagdgeschwader 7 und seit Mai 1944 beim Nachtjagdgeschwader 7. In der Nacht 3./4. März 1945 wurde er im Unternehmen Gisela eingesetzt, flog mit der Junkers Ju 88 über die Nordsee, schoss bei Dishforth eine Boeing B-17 und eine Avro Lancaster ab und kehrte über Scarborough zurück. Zuletzt diente er als Leutnant und Flugzeugführer bei der 2. Staffel des Nachtjagdgeschwaders 3.
Während des Zweiten Weltkriegs erzielte Arnold Döring 23 bestätigte Abschüsse, davon dreizehn mit Tagjäger und zehn bei der Nachtjagd. Am 17. April 1945 wurde ihm das Ritterkreuz des Eisernen Kreuzes verliehen.

### Nach Kriegsende
Arnold Döring kam nach Kriegsende in die britische Kriegsgefangenschaft nach Husum und wurde in das Sperrgebiet G auf der Halbinsel Eiderstedt, dann in Uelvesbüll eingewiesen. Am 5. Oktober 1945 ist er aus der Kriegsgefangenschaft in die Britische Besatzungszone entlassen worden, arbeitete erst als Handwerker und dann als Angestellter bei der Deutschen Bundespost.
Am 1. Juli 1957 trat er in die Luftwaffe der Bundeswehr als Oberleutnant beim Luftwaffenausbildungsregiment 1 ein und später wurde er Hauptmann bei der 9. Kompanie am Flugplatz Uetersen/Heist. Im Jahr 1963 wurde er nach Düsseldorf zu der MAD-Gruppe III versetzt. Erst im Jahr 1966 erfuhr er bei der Zentralnachweisstelle, dass ihm bereits im April 1945 das Ritterkreuz des Eisernen Kreuzes verliehen wurde. Am 31. März 1972 schied er aus dem aktiven Militärdienst aus.
Der erste Band von Arnold Dörings Kriegstagebücher erschien 2024 in englischer Übersetzung im Greenhill Verlag. Die Veröffentlichung des zweiten Bandes ist für 2025 vorgesehen.

## Publikationen
- Luftwaffe Bomber to Nightfighter. Volume I. The Memoirs of a Knight’s Cross Pilot. Pen & Sword Books Limited, Havertown 2024, ISBN 978-1-78438-816-4